# Château de Beaulieu (Joué-lès-Tours)
Le château de Beaulieu est un château situé à Joué-lès-Tours (Indre-et-Loire) et inscrit aux monuments historiques le 20 mai 1946.

## Histoire
Le domaine de Beaulieu est successivement la propriété de Jean Ruzé (1463), Jean Berthelot (1471) et Martin Ruzé de Beaulieu. 
Par la suite, il passe aux familles de Larlan de Kercadio de Rochefort, Hay des Nétumières du Routy, de Cacqueray puis au général-baron Pierre Margaron. Le 26 octobre 1839, il est acquis par Louis-Ernest Colas de La Noue, maire de Joué.